# العلاقات الكاميرونية الهايتية
العلاقات الكاميرونية الهايتية هي العلاقات الثنائية التي تجمع بين الكاميرون وهايتي.

## مقارنة بين البلدين
هذه مقارنة عامة ومرجعية للدولتين:
| وجه المقارنة                                              | الكاميرون                      | هايتي                                |
| --------------------------------------------------------- | ------------------------------ | ------------------------------------ |
| المساحة (كم2)                                             | 475.44 ألف                     | 27.75 ألف                            |
| عدد السكان (نسمة)                                         | 24.05 مليون                    | 10.98 مليون                          |
| الكثافة السكانية (ن./كم²)                                 | 50.58                          | 395.68                               |
| العاصمة                                                   | ياوندي                         | بورت أو برانس                        |
| اللغة الرسمية                                             | لغة فرنسية، لغة إنجليزية       | لغة فرنسية، اللغة الكريولية الهايتية |
| العملة                                                    | فرنك وسط أفريقي                | جوردة هايتية                         |
| الناتج المحلي الإجمالي (بليون دولار)                      | 34.80 مليار                    | 8.41 مليار                           |
| الناتج المحلي الإجمالي (تعادل القوة الشرائية) بليون دولار | 72.72 مليار                    | 18.82 مليار                          |
| الناتج المحلي الإجمالي الاسمي للفرد دولار أمريكي          | 1.22 ألف                       | 818                                  |
| الناتج المحلي الإجمالي للفرد دولار أمريكي                 | 2.97 ألف                       | 1.73 ألف                             |
| مؤشر التنمية البشرية                                      | 0.512                          | 0.483                                |
| رمز المكالمات الدولي                                      | +237                           | +509                                 |
| رمز الإنترنت                                              | .cm                            | .ht                                  |
| المنطقة الزمنية                                           | توقيت غرب أفريقيا، ت ع م+01:00 | 00                                   |

## منظمات دولية مشتركة
يشترك البلدان في عضوية مجموعة من المنظمات الدولية، منها:
| علم المنظمة | اسم المنظمة                                 | تاريخ انضمام الكاميرون | تاريخ انضمام هايتي |
| ----------- | ------------------------------------------- | ---------------------- | ------------------ |
|             | مؤسسة التنمية الدولية                       | 10 أبريل 1964          | 13 يونيو 1961      |
|             | يونسكو                                      | 11 نوفمبر 1960         | 18 نوفمبر 1946     |
|             | وكالة ضمان الاستثمار متعدد الأطراف          | 7 أكتوبر 1988          | 11 ديسمبر 1996     |
|             | الأمم المتحدة                               | 20 سبتمبر 1960         | 24 أكتوبر 1945     |
|             | مجموعة دول أفريقيا والكاريبي والمحيط الهادئ | ?                      | ?                  |
|             | الاتحاد البريدي العالمي                     | ?                      | ?                  |
|             | البنك الدولي للإنشاء والتعمير               | 10 يوليو 1963          | 8 سبتمبر 1953      |
|             | الاتحاد الدولي للاتصالات                    | 22 ديسمبر 1960         | 10 أكتوبر 1927     |
|             | منظمة حظر الأسلحة الكيميائية                | ?                      | ?                  |
|             | مؤسسة التمويل الدولية                       | 1 أكتوبر 1974          | 20 يوليو 1956      |
|             | المركز الدولي لتسوية المنازعات الاستشارية   | 2 فبراير 1967          | 26 نوفمبر 2009     |
|             | منظمة التجارة العالمية                      | ?                      | ?                  |
|             | منظمة الشرطة الجنائية الدولية               | ?                      | ?                  |

## وصلات خارجية
- موقع وزارة الخارجية الكاميرونية
- موقع وزارة الخارجية الهايتية